# Centurian
Centurian – holenderska grupa muzyczna wykonująca death metal. Powstała w 1997 roku w Putten z inicjatywy Wima Van der Valka na podwalinach grupy Inquisitor. W 2002 roku z dorobkiem dwóch albumów studyjnych grupa została rozwiązana.
W 2011 roku w odnowionym składzie formacja wznowiła działalność.
W 2015 roku zespół został rozwiązany.

## Muzycy
Ostatni skład zespołu
- Niels Adams – śpiew (2011–2015)
- Rob Oorthuis – gitara (1997–2002, 2011–2015)
- Patrick Boleij – gitara basowa (1998–2000, 2011–2015)
- Seth van de Loo – śpiew (1997–2000), perkusja (2011–2015)

Byli członkowie zespołu
- Jerry Brouwer – śpiew, gitara basowa (2000–2002)
- Oskar Van Paradijs – gitara (2000–2002)
- Wim Van der Valk – perkusja (1997–2002)

## Dyskografia
- Of Purest Fire (EP, 1998, wydanie własne)
- Choronzonic Chaos Gods (1999, Full Moon Productions)[3]
- Scream Forth Blasphemy – A Tribute to Morbid Angel (2000, Dwell Records)
- Liber Zar Zax (2002, Listenable Records)
- Tyrants From the Abyss – A Tribute to Morbid Angel (2002, Hammerheart Records)
- Contra Rationem (2012, Listenable Records)[4]